# Pirgotele
Pirgotele  (in greco: Πυργοτέλης) (fl. IV secolo a.C.) è stato un incisore greco antico.

## Biografia
Fu celebrato come il più bravo incisore di gemme del periodo ellenistico (seconda metà del IV secolo a.C.), la stima di cui godeva da parte di Alessandro Magno è nota, perché lo stesso Alessandro con un editto promulgò che Pirgotele fosse l'unico da cui si faceva ritrarre su pietra dura o sigillo . 
Secondo alcuni storici è da ascrivere a lui l'invenzione della tecnica del cammeo. In ogni caso è molto probabile che si debbano proprio a Pirgotele alcune decisive innovazioni tecniche e stilistiche e la voga dei cammei, tipiche del periodo ellenista, tanto da differenziare nettamente la glittica ellenistica da quella del periodo classico, ancora legata alle formule arcaiche.
Nessun lavoro originale di Pirgotele è giunto fino a noi, anche se a partire dal XVI secolo numerose gemme antiche e moderne gli furono attribuite; Winckelmann nelle sue opere ha però dimostrato che nessuna gemma può essere considerata originale.